# Джобшоп
Джобшоп (или «джоб шоп» или «джоб-шоп» — англ. job shop) — обычно малое или среднее производственное предприятие, оказывающее услуги по изготовлению деталей по чертежам заказчика.

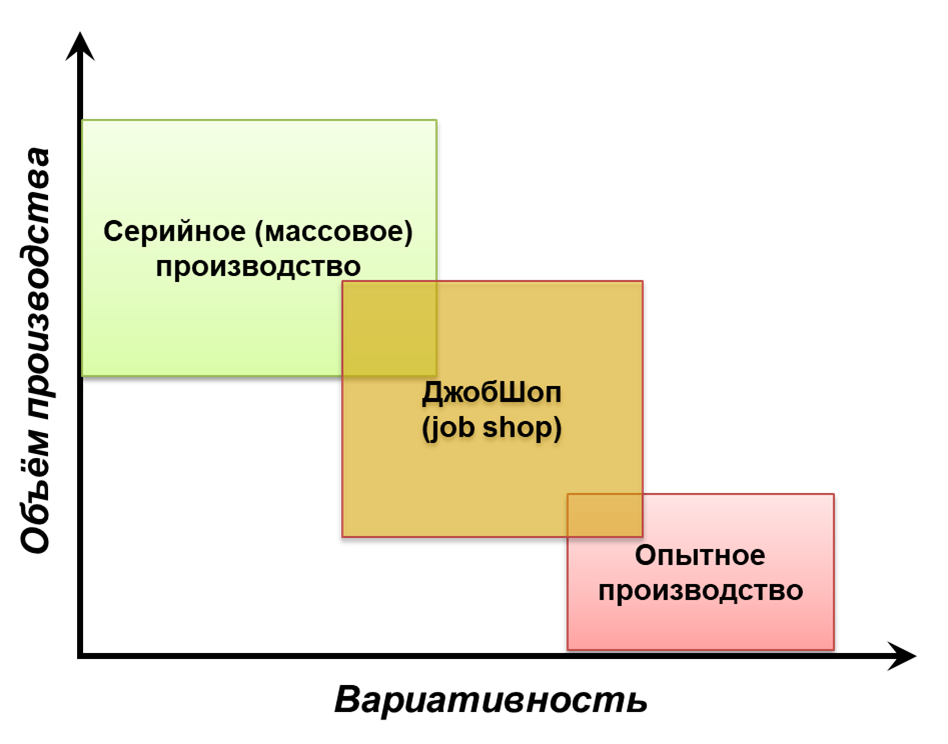
Вариативность и объём производства в джобшопе в сравнении с опытным и серийным (массовым) производством

## Определение
В Западной Европе и Северной Америке — термин «джобшоп» является устоявшимся поскольку модель размещения производства деталей у внешних подрядчиков (производственный аутсорсинг или субконтрактинг) позволяет заказчикам не иметь высокие накладные расходов, связанных с амортизацией и содержанием собственного производства. На территории СНГ термин «джобшоп» не является устоявшимся, ввиду медленного развития малого частного производственного бизнеса и стремления крупных производственных компаний полностью контролировать производственный процесс. В этой связи на территории СНГ джобшопы характеризуются меньшей глубиной переработки, в сравнении с Западной Европой и Северной Америкой.
По-сути джобшопами являются все малые и средние производственные компании, оказывающие услуги по изготовлению деталей на заказ сторонних заказчикам на основе предоставленной конструкторской документации и чертежей. Джобшопы, благодаря своему малому размеру и гибкости производят целый спектр производственных услуг. Оборудование и станки в цехах джобшопа как правило сгруппированы по участкам, в соответствии с имеющейся специализацией, технологией производства и навыками. Поэтому в каждом цехе могут быть разные различные станки, что обеспечивает гибкость обработки на конкретном производственном участке, поскольку для изготовления конкретной детали, как правило, требуется целый набор оборудования и оснастки.
С точки зрения производственного планирования, работа выполняемая джоб-шопом считается строго NP-трудной задачей и характеризуется высокой степенью вариации, поскольку многие детали зачастую изготавливаются в первый раз и/или в рамках опытной (небольшой) партии.
Типичным примером джобшопа может служить компания занимающаяся металлообработкой или механический цех, который изготавливает малые и опытные партии и детали для локальных производителей промышленной и сельскохозяйственной техники, автопроизводителей или даже производить специализированные компоненты для авиационной промышленности. Другими типами джобшопов являются цеха различной металлообработки: лазерной резки, сварки, плазменной резки, шлифования, хонингования, фрезерования, а также изготовления деталей методом литья пластмасс под давлением.

## Преимущества джобшопов
- высокая скорость изготовления (в случае низкой загрузки джоб шопа)
- гибкий производственно-технологического процесс
- высокая скорость переналадки и универсальность оборудования
- способность к быстрому расширению парка станков и оборудования
- гибкость производственных объёмов (благодаря небольшому добавлению производственных мощностей)
- быстрота ремонта станочного парка

## Недостатки
- жесткое планирование загрузки
- в производственном планировании джобшопы часто отдают приоритеты крупным заказам, в ущерб мелким
- ввиду низкой загрузки джобшопы вынуждены закладывать высокие накладные расходы в производственные сметы чтобы иметь небольшую прибыль
- отсутствие конструкторских компетенций в джобшопах делает трудным процесс изготовления в рамках опытно-конструкторских работ (ОКР)